# 奥森巴克
奥森巴克（法語：Osenbach，法語發音：[ozənbak] ⓘ）是法国上莱茵省的一个市镇，属于坦恩-盖布维莱尔区。

## 地名
由于语源问题，该地名“Osenbach”拼读方式不符合法语正字法，其标准发音为[ozənbak]，根据实际发音其应译作“奥森巴克”，《世界地名译名词典》将其误译作“奥桑巴什”。

## 地理
奥森巴克（47°59'10"N, 7°13'5"E）面积5.6 平方千米，位于法国大東部大區上莱茵省，该省份为法国东部内陆省份，是阿尔萨斯的一部分，今与下莱茵省组成了阿尔萨斯欧洲集体，其北临下莱茵省，西接孚日省，西南接贝尔福地区省，东侧沿莱茵河与德国相望，南与瑞士接壤。
与奥森巴克接壤的市镇（或旧市镇、城区）包括：苏尔茨马特、韦斯塔尔滕、普法弗奈姆、鲁法克。
奥森巴克的时区为UTC+01:00、UTC+02:00（夏令时）。

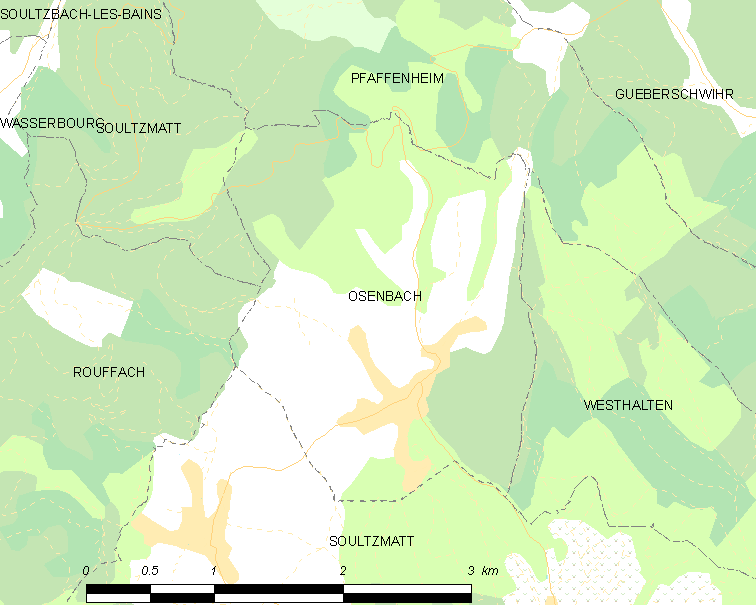
奥森巴克的OSM定位图

## 行政
奥森巴克的邮政编码为68570，INSEE市镇编码为68251。

## 政治
奥森巴克所属的省级选区为温策奈姆县。

## 人口

1962-2008年间奥森巴克人口变化图示

奥森巴克于2022年1月1日时的人口数量为819人。